# Le-Maire-Inseln

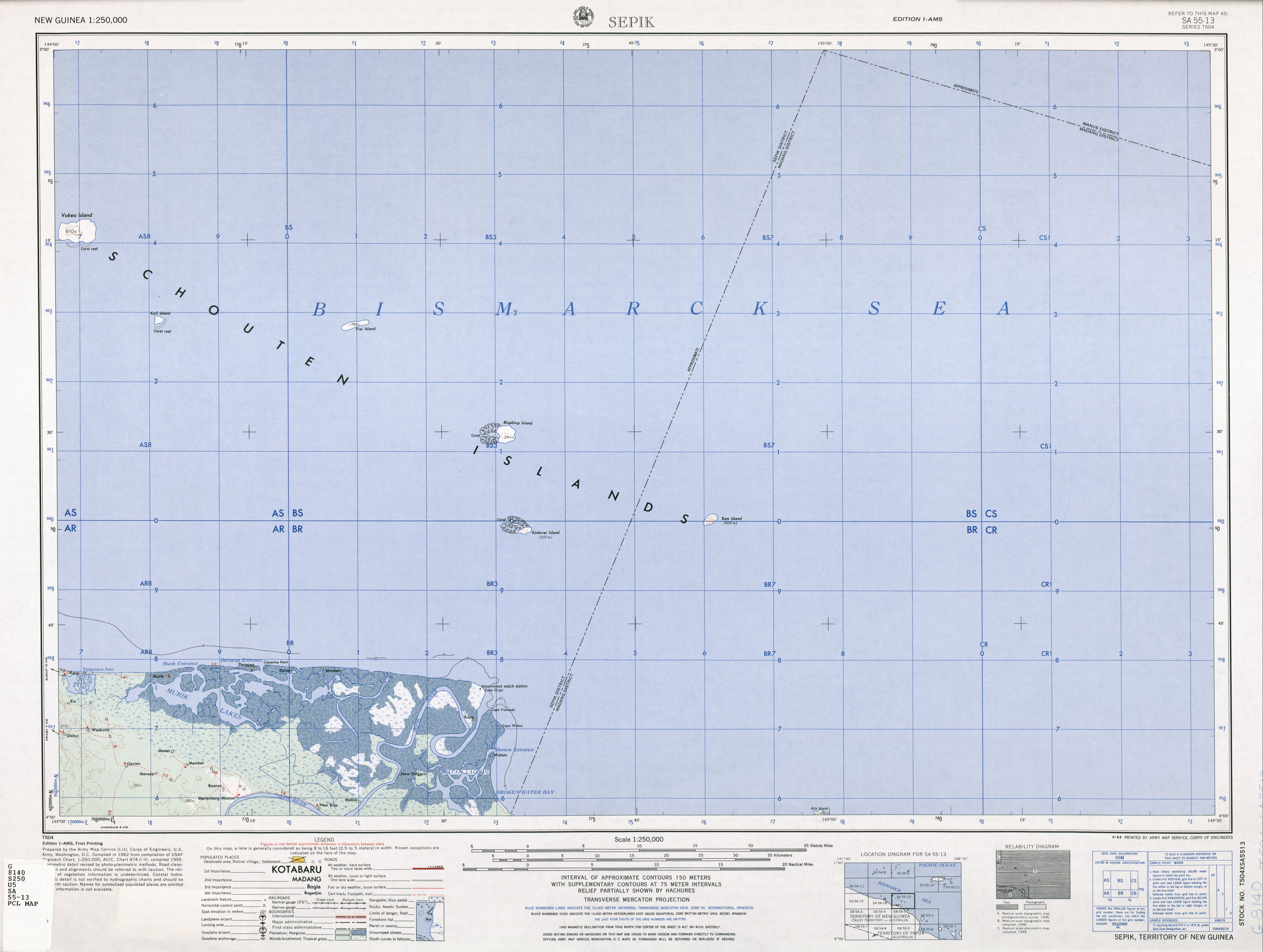
Kartenblatt 1:250.000 (1962) mit Schouten Islands

Die Le-Maire-Inseln (vereinzelt noch Schouten-Inseln genannt) sind eine kleine Inselgruppe im Pazifischen Ozean gelegen vor der Mündung des Sepik-Flusses nahe der Ostküste Neuguineas.
Die Gruppe gehört zur Provinz East Sepik des südpazifischen Inselstaats Papua-Neuguinea; während der deutschen Kolonialzeit zählte sie zum Kaiser-Wilhelms-Land.

## Geographie
Zur Inselgruppe gehören folgende Inseln (von West nach Ost), mit Bevölkerungsangaben aus der Volkszählung 2000:
| Nr. | Insel           | früherer Name | Fläche km² | Bevölkerung 2000 |
| --- | --------------- | ------------- | ---------- | ---------------- |
| 1   | Vokeo           | Roissy        | 16         | 899              |
| 2   | Koil            | Deblois       | 2          | 721              |
| 3   | Wiei            | Jacquinot     | 9          | 68               |
| 4   | Kadovar         | Blosseville   | 1          | 434              |
| 5   | Blup Blup       | Garnot        | 3,5        | 513              |
| 6   | Bam             | Lesson        | 3,8        | 1154             |
|     | Le-Maire-Inseln |               | 35         | 3789             |

Nicht alle Inseln sind bewohnt; auf einigen befinden sich erloschene oder noch tätige Vulkane.

## Verwaltung
Die Inselgruppe bildet einen Teil der Wewak Island LLG (Local Level Government Area im Wewak District der East Sepik Province).

## Geschichte
Die Le-Maire-Inseln wurden vermutlich schon 1545 von dem spanischen Seefahrer Íñigo Ortiz de Retez entdeckt, aber erst 1616 auf einer Expedition der beiden Holländer Willem Cornelisz Schouten und Jacob Le Maire wiedergefunden.
1823 benannte der französische Kartograph Louis Isidore Duperrey die Inselgruppe Schouten-Inseln. Allerdings hatte Le Maire schon 1616 eine rund 800 km nordwestlich in der Cenderawasih-Bucht (Indonesien, Provinz Papua) liegende Inselgruppe als Schouten-Inseln bezeichnet. Wegen der Mehrdeutigkeit wurde die von Duperrey versehentlich vergebene doppelte Bezeichnung (Schouten) später durch Le Maire ersetzt.